# İmişli Rayonu
İmişli Rayonu är ett distrikt i Azerbajdzjan. Det ligger i den centrala delen av landet, 170 km väster om huvudstaden Baku. Antalet invånare är 109 061. Arean är 1 820 kvadratkilometer.
Terrängen i İmişli Rayonu är huvudsakligen platt, men söderut är den kuperad.
Följande samhällen finns i İmişli Rayonu:
- Imishli
- Sarıxanlı
- Pervoye Maya
- Semyonovka
- Yalavac
- Alikulular
- Boşçalılar
- Otuziki
- Gobektala
- Shakh-Verdylyar
- Haçıalmuradlı
- Qaradonlu
- Suvorovka
- Çahar
- Kürdmahmudlu
- Cavadxanlı
- Dzhafarli
- Mirili
- Soltanmuradlı
- Muradalılı
- Telişli
- Nurulu
- Aliyetmazli
- Kuybyshev

Trakten runt İmişli Rayonu består till största delen av jordbruksmark. Runt İmişli Rayonu är det ganska tätbefolkat, med 58 invånare per kvadratkilometer.